# Balaives-et-Butz
Balaives-et-Butz est une ancienne commune française située dans le département des Ardennes, en région Grand Est. Le 1er janvier 2019, elle devient une commune déléguée de Flize.

## Géographie

### Localisation
Le territoire de la commune est limitrophe de six communes.
| Boulzicourt         | Saint-Marceau    | Étrépigny |
| Villers-sur-le-Mont | Balaives-et-Butz |           |
| Singly              |                  | Élan      |

## Toponymie
Appelée Balaive en 1793, la commune a changé de nom en 1801 pour devenir Balaives-et-Butz.

## Histoire
Balaives et Butz faisaient partie du comté de Rethel, au sein de la prévôté d'Omont depuis le XIIe siècle.
Le 8 avril 1641, le roi donnait à Philippes de Raincourt le village en dédommagement et en récompense de ses bons services.
L'église est de 1888 construite par les libéralités de la famille Borderel. Une pierre tombale provenant de l'église porte :
« CY.GIST.JEHAN.DE.LA.FUYE.VIVANT.ESCUYER.SEIGNEUR.DES.FIEZ.DE.BALEVRE.FILZ.DE

GABRIEL.DE.LA.FVIE.ESCUYER.ET.DE.DAMOISELLE.KATERINE.DE.BARAVT.

SES.FRERES.ET.MERE.QVI.DECEDA.LAN.DE.GRACE.1576.LE.17.IOVR.DE.JVIN.

ET.DAMOISELLE.CLAVDE.DE.REIGNIER.FEMME.DUDIT.JEHAN.DE.LA.FVIE.QUI.

DECEDA.LAN.DE.GRACE.1604.LE.20.FEVRIER.PRIEZ.DIEV.POVR.LEVRS.AMES »
qui se trouve au château et représente un homme et une femme avec blason.
Le 25 mai 1828, une ordonnance signée par le roi Charles X prononça la fusion des deux communes de Balaives et de Butz, peuplées respectivement de 270 et 117 habitants.
Le 1er janvier 2019, la commune fusionne avec Boutancourt, Élan et Flize pour former la commune nouvelle de  Flize.

## Politique et administration
| Période                                  | Période | Identité               | Étiquette | Qualité                   |
| ---------------------------------------- | ------- | ---------------------- | --------- | ------------------------- |
| 1952                                     | 1976    | Jean Baudet            |           | Industriel (PDG de Vynex) |
| 1977                                     | 1989    | Jules Pierre Languedoc |           |                           |
| 1989                                     | 2005    | Jean-Christophe Oudin  |           |                           |
| juin 2005                                | 2020    | Jean-Louis Milard,     |           |                           |
| Les données manquantes sont à compléter. |         |                        |           |                           |

## Démographie
L'évolution du nombre d'habitants est connue à travers les recensements de la population effectués dans la commune depuis 1793. Pour les communes de moins de 10 000 habitants, une enquête de recensement portant sur toute la population est réalisée tous les cinq ans, les populations de référence des années intermédiaires étant quant à elles estimées par interpolation ou extrapolation. Pour la commune, le premier recensement exhaustif entrant dans le cadre du nouveau dispositif a été réalisé en 2004.

En 2016, la commune comptait 191 habitants, en évolution de −20,75 % par rapport à 2010 (Ardennes : −2,97 %, France hors Mayotte : +2,11 %).
| 1793 | 1800 | 1806 | 1821 | 1831 | 1836 | 1841 | 1846 | 1851 |
| ---- | ---- | ---- | ---- | ---- | ---- | ---- | ---- | ---- |
| 212  | 215  | 231  | 258  | 402  | 424  | 434  | 443  | 437  |

| 1866 | 1872 | 1876 | 1881 | 1886 | 1891 | 1896 | 1901 | 1906 |
| ---- | ---- | ---- | ---- | ---- | ---- | ---- | ---- | ---- |
| 435  | 393  | 374  | 384  | 383  | 356  | 307  | 279  | 247  |

| 1911 | 1921 | 1926 | 1931 | 1936 | 1946 | 1954 | 1962 | 1968 |
| ---- | ---- | ---- | ---- | ---- | ---- | ---- | ---- | ---- |
| 303  | 212  | 204  | 198  | 177  | 170  | 188  | 212  | 178  |

| 1975 | 1982 | 1990 | 1999 | 2004 | 2006 | 2009 | 2014 | 2016 |
| ---- | ---- | ---- | ---- | ---- | ---- | ---- | ---- | ---- |
| 181  | 200  | 216  | 209  | 229  | 228  | 238  | 200  | 191  |

## Culture locale et patrimoine

### Lieux et monuments
- Château de Balaives-et-Butz : au premier château fut substitué à la fin du XIXe siècle un château, propriété de M. Borderel, qui servit ensuite de dépôt de vivres à l'armée allemande sous l'Occupation. Lors de la retraite de l'armée allemande, le 30 août 1944, le château fut brûlé.

### Personnalités liées à la commune
- Jean Meslier (1664-1729), curé d'Étrépigny et de Balaives, connu par la publication de Voltaire intitulé « Mémoire des pensées et sentiments de Jean Meslier, prêtre-curé d'Etrépigny et de Balaives, sur une partie des erreurs et des abus de la conduite et du gouvernement des hommes, où l'on voit des démonstrations claires et évidentes de la vanité et de la fausseté de toutes les religions du monde, pour être adressé à ses paroissiens après sa mort et pour leur servir de témoignage de vérité à eux et à tous leurs semblables ».
- Maurice Borderel, maire du village, fut l'amant de Marguerite Steinheil ; il vint témoigner en sa faveur lors du procès de 1908

### Héraldique
| Blason de Balaives-et-Butz | Blason  | De gueules à la croix d'or cantonnée de quatre billettes du même, au chef cousu d'azur chargé d'un léopard d'argent. |
| Blason de Balaives-et-Butz | Détails | Création MM. Baron, Demoncheaux et Jolly. Adopté le 12 mars 2001. Le statut officiel du blason reste à déterminer.   |